# Лепељско језеро
Лепељско језеро (блр. Лепельскае возера; рус. Лепельское озеро) језеро је у Лепељском рејону Витепске области, у северном делу Републике Белорусије. На југоисточној обали језера налази се град Лепељ.

## Физичке карактеристике
Са површином од 10,18 км² Лепељско језеро је највеће у Лепељском рејону и једно од већих језера у Белорусији. Његова котлина није компактна и подељена је на три целине које су међусобно повезане плићим деловима. Просечне дубине су од 13 до 15 метара, док је максимална дубина 33,7 метара у источном делу језера.
Обала је доста разуђена због чега је и дужина обалске линије доста велика и износи 39,65 км, те је по овој карактеристици на трећем месту међу језерима Белорусије (после Нешчарде и Нарача). Обале су доста ниске и у највећем делу замочварене и обрасле трском.
У јужном делу у језеро се улива река Еса која је уједно и највећа притока. Са северне стране најважнија притока је река Зеха. Највећа отока је река Ула (лева притока Западне Двине) која истиче из југоисточног дела језера.
На језеру се налази 7 мањих острва укупне површине 6,3 хектара.

## Екологија
Године 1958. на језеру је постављена брана и мања хидроелектрана, због чега је ниво воде у језеру порастао за 3,5 метра. Хидроелектрана је током седамдесетих година прошлог века привремено затворена, а поново је пуштена у рад тек након реконструкције 2003. године.